# Kern (archeologie)

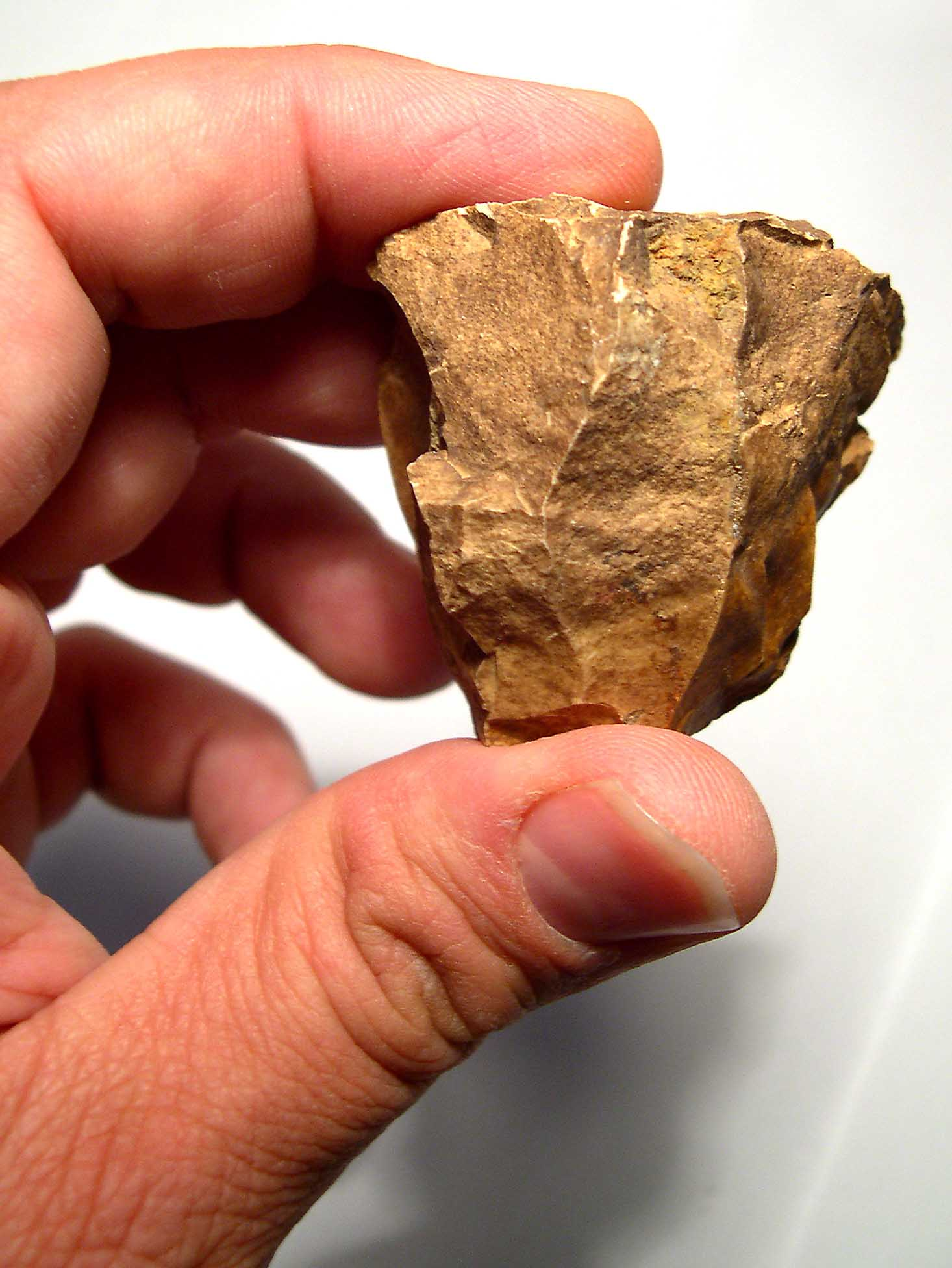

Een kern, of lithische kern,  is een voorbereide steen voor de productie van afgeslagen stenen werktuigen tijdens het stenen tijdperk en recentere perioden van de prehistorie (onder inheemse volkeren van Noord- en Midden-Amerika tot aan de vroegmoderne tijd).
Het ruwe stuk bestaat uit amorf of cryptokristallijn gesteente (chalcedoon, vuursteen, jaspis, radiolariet, kalksteen, kwarts, kwartsiet, bergkristal, ryoliet, obsidiaan, enz.), waardoor een meest schelpvormige breuk ontstaat met typische slagkenmerken.
Een steen waarvan ten minste één afslag door breuk is afgescheiden, is daarom een kern. Kenmerkend is het concave oppervlak (negatief) dat ontstaat na de splitsing. Volgens plan opgemaakte kernen hebben minimaal één slagvlak, dat wil zeggen het vlak waarop de klopsteen of hamer van gewei, bot of ivoor, stootte of waarop de drevel (tussenstuk van gewei, hout of ivoor) werd geplaatst. Terwijl voor dit doel een afslagkern kon worden geslagen zonder een slagoppervlak aan te brengen, vereiste een klingenkern altijd de voorbereiding van een slagoppervlak en een geleidingsrand om de scheiding van de klingen te controleren.
Wanneer de kern werd geretoucheerd, werd het een kernwerktuig, dat specifiek kon zijn vervaardigd (bijvoorbeeld een vuistbijl of bladpunt), in andere gevallen is het slechts een secundair product (bijvoorbeeld een klingenkern die als gerugde schraper werd gebruikt).